# Albumy numer jeden w roku 1992 (Japonia)
Notowanie Weekly Album Chart (jap. 週間アルバムランキング Shūkan Arubamu Chāto) przedstawia najlepiej sprzedające się albumy w Japonii. Publikowane jest ono przez magazyn Oricon Style, a dane kompletowane są przez Oricon w oparciu o cotygodniowe wyniki sprzedaży fizycznej albumów. Poniżej znajdują się tabele prezentujące najpopularniejsze albumy w danych tygodniach w roku 1992.

## Oricon Weekly Album Chart
| Data            | Album                                                                                     | Wykonawca              | Źródło |
| --------------- | ----------------------------------------------------------------------------------------- | ---------------------- | ------ |
| 6 stycznia      | wstrzymanie publikacji                                                                    | wstrzymanie publikacji |        |
| 13 stycznia     | Miho's Select                                                                             | Miho Nakayama          | [ 1 ]  |
| 20 stycznia     | IN THE LIFE                                                                               | B’z                    | [ 1 ]  |
| 27 stycznia     | Present Pleasure                                                                          | Zoo                    | [ 1 ]  |
| 3 lutego        | sometime somewhere                                                                        | Kazumasa Oda           | [ 1 ]  |
| 10 lutego       | sometime somewhere                                                                        | Kazumasa Oda           | [ 1 ]  |
| 17 lutego       | sometime somewhere                                                                        | Kazumasa Oda           | [ 1 ]  |
| 24 lutego       | Fire and Ice (jap. ファイヤー・アンド・アイス)                                            | Yngwie Malmsteen       | [ 1 ]  |
| 2 marca         | BRIDGE                                                                                    | Hound Dog              | [ 1 ]  |
| 9 marca         | yasashikunaritai                                                                          | Mariko Nagai           | [ 1 ]  |
| 16 marca        | Birthday                                                                                  | Midori Karashima       | [ 1 ]  |
| 23 marca        | TOO MUCH LOVE                                                                             | Kōji Kikkawa           | [ 1 ]  |
| 30 marca        | Koroshi no shirabe: This is NOT Greatest Hits (jap. 殺シノ調べ This is NOT Greatest Hits) | BUCK-TICK              | [ 1 ]  |
| 6 kwietnia      | SUPER BEST II                                                                             | CHAGE&ASKA             | [ 1 ]  |
| 13 kwietnia     | SUPER BEST II                                                                             | CHAGE&ASKA             | [ 1 ]  |
| 20 kwietnia     | SUPER BEST II                                                                             | CHAGE&ASKA             | [ 1 ]  |
| 27 kwietnia     | SUPER BEST II                                                                             | CHAGE&ASKA             | [ 1 ]  |
| 4 maja          | masterpiece #12                                                                           | Kyōsuke Himuro         | [ 1 ]  |
| 11 maja         | SUPER BEST II                                                                             | CHAGE&ASKA             | [ 1 ]  |
| 18 maja         | Hōnetsu e no akashi (jap. 放熱への証)                                                     | Yutaka Ozaki           | [ 1 ]  |
| 25 maja         | Hōnetsu e no akashi (jap. 放熱への証)                                                     | Yutaka Ozaki           | [ 1 ]  |
| 1 czerwca       | LINDBERG V                                                                                | LINDBERG               | [ 1 ]  |
| 8 czerwca       | LINDBERG V                                                                                | LINDBERG               | [ 1 ]  |
| 15 czerwca      | LINDBERG V                                                                                | LINDBERG               | [ 1 ]  |
| 22 czerwca      | Nōryō (jap. 納涼)                                                                         | TUBE                   | [ 1 ]  |
| 29 czerwca      | mistral                                                                                   | Takako Okamura         | [ 1 ]  |
| 6 lipca         | Octave                                                                                    | Kome Kome Club         | [ 1 ]  |
| 13 lipca        | Octave                                                                                    | Kome Kome Club         | [ 1 ]  |
| 20 lipca        | HELLO LOVERS                                                                              | Misato Watanabe        | [ 1 ]  |
| 27 lipca        | SINGLES 1987–1992                                                                         | Princess Princess      | [ 1 ]  |
| 3 sierpnia      | SINGLES 1987–1992                                                                         | Princess Princess      | [ 1 ]  |
| 10 sierpnia     | SINGLES 1987–1992                                                                         | Princess Princess      | [ 1 ]  |
| 17 sierpnia     | SINGLES 1987–1992                                                                         | Princess Princess      | [ 1 ]  |
| 24 sierpnia     | SINGLES 1987–1992                                                                         | Princess Princess      | [ 1 ]  |
| 31 sierpnia     | TMN COLOSSEUM I                                                                           | TMN                    | [ 1 ]  |
| 7 września      | TMN COLOSSEUM I                                                                           | TMN                    | [ 1 ]  |
| 14 września     | FAIR AFFAIR                                                                               | Masayuki Suzuki        | [ 1 ]  |
| 21 września     | Shyness Overdrive                                                                         | Kōji Kikkawa           | [ 1 ]  |
| 28 września     | Erhythm                                                                                   | Airi Hiramatsu         | [ 1 ]  |
| 5 października  | Yo ni man'yō no hana ga saku nari (jap. 世に万葉の花が咲くなり)                           | Southern All Stars     | [ 1 ]  |
| 12 października | Yo ni man'yō no hana ga saku nari (jap. 世に万葉の花が咲くなり)                           | Southern All Stars     | [ 1 ]  |
| 19 października | Yo ni man'yō no hana ga saku nari (jap. 世に万葉の花が咲くなり)                           | Southern All Stars     | [ 1 ]  |
| 26 października | Yo ni man'yō no hana ga saku nari (jap. 世に万葉の花が咲くなり)                           | Southern All Stars     | [ 1 ]  |
| 2 listopada     | Quiet Life                                                                                | Mariya Takeuchi        | [ 1 ]  |
| 9 listopada     | RUN                                                                                       | B’z                    | [ 1 ]  |
| 16 listopada    | GUYS                                                                                      | CHAGE&ASKA             | [ 1 ]  |
| 23 listopada    | The Swinging Star                                                                         | Dreams Come True       | [ 1 ]  |
| 30 listopada    | The Swinging Star                                                                         | Dreams Come True       | [ 1 ]  |
| 7 grudnia       | TEARS AND REASONS                                                                         | Yumi Matsutōya         | [ 1 ]  |
| 14 grudnia      | TEARS AND REASONS                                                                         | Yumi Matsutōya         | [ 1 ]  |
| 21 grudnia      | FRIENDS                                                                                   | B’z                    | [ 1 ]  |
| 28 grudnia      | THE CHECKERS                                                                              | The Checkers           | [ 1 ]  |